# Adel (artist)
För andra betydelser, se Adel (olika betydelser).
Adel, egentligen Adel Dostani Heidari, född 13 juli 1993 i Uppsala domkyrkoförsamling, Uppsala län, är en svensk rappare.

## Biografi
Adel, som är uppvuxen i Stockholmsförorten Akalla, började skriva texter och spela in låtar som tidsfördriv när han avtjänade ett fängelsestraff. Han är dömd för bland annat grov misshandel och grovt vapenbrott. Den kriminella tillvaro han levt i skildras ofta i hans låtar; ofta gestaltas ett liv kantat av droger och vapen.
Efter sin fängelsetid började han att samarbeta med musikproducenten Simon Superti och tillsammans skapade de musik som de själva kallar gangster-pop. Låten "Skina", som är hans största hit hittills med över 17 miljoner streams på Spotify, skrevs på några timmar. Först läcktes låten ut på Youtube, men den togs ner för att sedan officiellt släppas med världens första mobila skivbolag Amuse. 2018 sålde singeln "Skina" platinum i Sverige och uppföljaren "Spring" sålde guld i Sverige samma år.
I maj 2022 dömdes Adel för grov kvinnofridskränkning till två års fängelse efter att ha misshandlat sin flickvän vid upprepade tillfällen. 

## Diskografi i urval

### Album
- 2019 – Fem stjärnor, Fivestar Records
- 2020 – Guld utav sand, Fivestar Records

### Singlar, inhopp och EP:s
- 2017  — Skina, Amuse
- 2017  — Spring, Amuse
- 2018  — Choklad, Amuse
- 2018  — Kalas, Amuse
- 2018  — Framtiden är blå (EP), Amuse
- 2018  — Min broder, Fivestar General Records
- 2018  — Håll i dig, Amuse
- 2018  — Flex, Fivestar General Records
- 2019  — Schackmatt, VVS Music, distributed by Spinnup
- 2019  — Tony & Elvira (med Dree Low), Fivestar General Records
- 2019  — Santa Lucia (med Dree Low), Top Class Music
- 2019  — Kapabel 2 (med Dree Low) , Top Class Music
- 2019  — No Cap (Adel, Dree Low) , Fivestar Records
- 2020  — Bodega (Dree Low, Adel) Top Class Music, Fivestar Records
- 2020  — Sicario (Dree Low, Adel) Top Class Music, Fivestar Records
- 2020  — Kapabel 3 (Dree Low, Adel) Top Class Music, Fivestar Records
- 2020  — Automat (Adel, Einár) Fivestar Records
- 2020  — Hundra (Adel, Einár) Fivestar Records
- 2020  — Show (Adel, Einár) Fivestar Records
- 2020  — NBA, Fivestar Records
- 2020  — Guld Utav Sand, Fivestar Records
- 2020  — Delli (med Ricky Rich), Asylum Records/WM Sweden
- 2020  — Timmy Turner (med B.Baby), Fivestar Records
- 2020  — Peek a Boo, Takeoff Music
- 2020  — System, Fivestar Records
- 2021  — Talk Vår Shit (Adel, Z.E), Fivestar Records
- 2021  — En Dans, Fivestar Records
- 2021  — Hotell, Fivestar Records
- 2021  — Moonwalkin, (Adel, Lelo)
- 2022  — Faller Ner, Fivestar Records
- 2022  — Offside, Fivestar Records
- 2022  — Zoo, Fivestar Records
- 2022  — Sedan start, Fivestar Records
- 2023  — Vad jag har blivit, Fivestar Records